# Élections régionales de 2004 en Limousin
Les élections régionales françaises de 2004 ont lieu les 21 et 28 mars en Limousin.

## Résultats
| Tête de liste  | Tête de liste         | Liste                | Premier tour | Premier tour | Second tour | Second tour | Sièges | Sièges |
| Tête de liste  | Tête de liste         | Liste                | #            | %            | #           | %           | #      | %      |
| -------------- | --------------------- | -------------------- | ------------ | ------------ | ----------- | ----------- | ------ | ------ |
|                | Jean-Paul Denanot     | PS - PCF - PRG - ADS | 140 217      | 41,14        | 215 624     | 62,02       | 31     | 72,1   |
|                | Raymond Archer        | UMP                  | 79 531       | 23,33        | 132 049     | 37,98       | 12     | 27,9   |
|                | Jean-Claude Deschamps | UDF                  | 28169        | 8,26         | 132 049     | 37,98       | 12     | 27,9   |
|                | Patricia Gibeau       | FN                   | 31 736       | 9,31         |             |             |        |        |
|                | Stéphane Lajaumont    | LCR - LO             | 22 529       | 6,61         |             |             |        |        |
|                | Jean-Bernard Damiens  | Les Verts - PO       | 20 531       | 6,02         |             |             |        |        |
|                | Jean-Louis Hironde    | CPNT                 | 18 133       | 5,32         |             |             |        |        |
|                |                       |                      |              |              |             |             |        |        |
| Inscrits       | Inscrits              | Inscrits             | 545 565      | 100,00       | 545 419     | 100,00      |        |        |
| Abstention     | Abstention            | Abstention           | 179 616      | 32,92        | 169 714     | 31,12       |        |        |
| Votants        | Votants               | Votants              | 365 949      | 67,08        | 375 705     | 68,88       |        |        |
| Blancs et nuls | Blancs et nuls        | Blancs et nuls       | 25 103       | 6,86         | 28 032      | 7,46        |        |        |
| Exprimés       | Exprimés              | Exprimés             | 340 846      | 93,14        | 347 673     | 92,54       |        |        |

Les listes UMP et UDF d'une part, et les listes PS et Verts d'autre part, ont fusionné entre les deux tours

### Répartition des sièges
- PS : 20 sièges
- UMP : 10 sièges
- PCF : 5 sièges
- Les Verts : 3 sièges
- ADS-CAP : 2 sièges
- UDF : 2 sièges
- Mouvement écologiste : 1 siège